# Comunità montana del Sebino Bresciano
La Comunità montana del Sebino Bresciano è una comunità montana della provincia di Brescia a cui fanno riferimento nove comuni della sponda orientale del lago d'Iseo.

## Organi
Organi della Comunità montana sono l'Assemblea, il Consiglio Direttivo ed il Presidente del Consiglio Direttivo. I membri dell'Assemblea assumono il nome di "consiglieri", quelli del Consiglio Direttivo di "assessori".

### Presidente
Marco Ghitti - dal 27 luglio 2019

### Giunta Esecutiva
Al 25 luglio 2024, la Giunta esecutiva risulta così composta:
| Membro         | Membro         | Deleghe | Comune di provenienza |
| -------------- | -------------- | --- | --------------------- |
| Marco Ghitti   | Presidente     | Bilancio e Programmazione, Lavori pubblici, Progettazione Sovraccomunale, Personale, Agricoltura                                        | Marone                |
| Federico Laini | Vicepresidente | Relazione con gli enti sovraccomunali, territorio e foreste, ambiente ed ecologia, cultura e turismo                                    | Pisogne               |
| Danilo Serioli | Assessore      | Sport e tempo libero, attività produttive e commercio, innovazioni tecnologiche e informatizzazione, servizi sociali, protezione civile | Sulzano               |

### Assemblea[3]
| Membro                                               | Comune             | Comune |
| ---------------------------------------------------- | ------------------ | ------ |
| Angelo Colosio Delegato Presidente dell'Assemblea    | Monte Isola        |        |
| Chiara Turelli Sindaco Vicepresidente dell'Assemblea | Sale Marasino      |        |
| Domenico Brevi Delegata                              | Iseo               |        |
| Alessio Rinaldi Sindaco                              | Marone             |        |
| Marco Musati Delegato                                | Monticelli Brusati |        |
| Emanuele Castellani Delegato                         | Ome                |        |
| Federico Laini Sindaco                               | Pisogne            |        |
| Paola Pezzotti Sindaco                               | Sulzano            |        |
| Marco Antonio Zatti Sindaco                          | Zone               |        |